# サイボーグ009
『サイボーグ009』（サイボーグ ゼロゼロナイン）は、石ノ森章太郎による日本のSF漫画。
1964年7月19日の『週刊少年キング』にて連載開始。その後、『週刊少年マガジン』、『月刊少年ジャンプ』、『COM』、『週刊少年サンデー』、『マンガ少年』、『少年ビッグコミック』、『SFアニメディア』など、複数の出版社、複数の雑誌で連載された。2012年10月時点で累計発行部数は1000万部を突破している。

## 概要
『仮面ライダー』と並ぶ石ノ森の代表作。それぞれ特殊能力を持つ9人のサイボーグ戦士の活躍や日常を描く長・中・短編の作品群からなる。ただし完結編にあたるシリーズの完成前に作者が死去したため、作者自身による漫画作品は未完に終わっている。
当時の石ノ森（当時のペンネームは石森章太郎）は、上京しマンガ家生活を送っていたもののスランプに陥り、3か月間の世界一周旅行ののちに本作を執筆。旅行のため出版社から200万円の借金をしており、そのためにやむなく描き出したものである。それまでのマニアックな作品でなくもっと一般読者を対象にエンターテインメントに徹しようとした初の作品が本作だった。石ノ森自身はこれを「まんが家としての（プロ意識を持って描いた）第一作」と表している。
石ノ森の本作に対する思い入れは相当強く、仮面ライダーシリーズなどでは作画を他人に任せたことが多いのに対し、本作は雑誌掲載作品のほとんどを自ら描いている。ただし例外として、映画『サイボーグ009超銀河伝説』のコミカライズ作品にシュガー佐藤や桜多吾作などの作画によるものが存在する。
石ノ森作品に多く見られる「力を授けた者（＝親・同族）を裏切り、その野望に対し唯一対抗し得る存在として孤独な戦いを続ける」というテーマを持つ。1960年代の米ソ東西冷戦が背景になり、ベトナム戦争を舞台にするなど反戦色のあるテーマが色濃く出ているのが特徴である。それらと並び、世界各地の神話や古代文明に題材をとったシリーズ、人種問題や異文化同士の軋轢、文明社会の抱える問題について考えさせられるエピソードも多い。主人公たちが出会った人々の内面の葛藤や、人間と機械の狭間での悩みなどもテーマとして取り上げられるが、基本的には石ノ森作品に共通する、正義を守るヒーローの姿に哲学的な重みを持たせたシリーズである。
サイボーグという題材は、石ノ森が海外旅行の際に見た雑誌『LIFE』に掲載されたサイボーグの特集に触発されたものである。
執筆が石ノ森が世界旅行をした直後ということもあって、9人の戦士の出身国は世界の国々となった。9人という人数設定は、野球の“ナイン”から構想を得たもので、制作ノートで、それぞれ該当のポジションを当てキャラクター像を練っていた。
初出の1960年代から断続的に50年以上メディア展開されており、掲載誌やメディアの事情、石ノ森自身の構想の変更、時代や社会の変化などによって、設定について多くの揺らぎが存在している。

## 009の各編
| 単行本 | 収録タイトル |
| ------ | --- |
| 1巻    | 誕生編 |
| 2巻    | 暗殺者編 |
| 3巻    | オーロラ作戦編、放浪編、高い城の男編 真空戦争編、新型爆弾「雷電」編、深海の放浪者編                                      |
| 4巻    | ベトナム戦争編、黄金のライオン、まぼろしの犬                                                                             |
| 5巻    | ミュートス・サイボーグ編                                                                                                 |
| 6巻    | 地下帝国ヨミ編 |
| 7巻    | 地下帝国ヨミ編 |
| 8巻    | 怪物島編、中東編 |
| 9巻    | 中東編、移民編 |
| 10巻   | 移民編、ローレライの歌編、海の底編                                                                                       |
| 11巻   | 海の底編、天使編 |
| 12巻   | 神々との戦い編、サイボーグ009対三億円犯人 「たの幼」テレビきょく・サイボーグ009                                          |
| 13巻   | 風の都編、雪のカーニバル編、グリーン・ホール編 ディノニクス編、エッダ編                                                  |
| 14巻   | エッダ編、怪奇星編、幻影島編                                                                                             |
| 15巻   | 海底ピラミッド編 |
| 16巻   | 海底ピラミッド編、サンジェルマン伯爵                                                                                     |
| 17巻   | 北の巨人コナン編、黄金の三角地帯編、サルガッソー異次元海編                                                               |
| 18巻   | 極北の幽霊編、愛の氷河編 機々械々編、眼と耳編                                                                            |
| 19巻   | アステカ編、誘拐編、未来都市編                                                                                           |
| 20巻   | 父と子編、凍る秋編、パッシング・ショット編、血の精霊編 めるへん星の花編、走れ!兄ちゃん編、ベビー・ポピンズ編、結晶時間編 |
| 21巻   | 裸足のザンジバル編、水霊の泉編、機械仕掛けの心臓編 サイボーグ戦士、誰がために闘う!編、張々湖飯店繁盛録編                 |
| 22巻   | 赤い靴編、さらば、ネッシー編 イシュタルの竜編、動物園にて…編                                                             |
| 23巻   | 雪割草交響曲編、ファラオ・ウイルス編、ザ・モダーン・ナルシス編 七ツの子編、見えない糸編、コスモ・チャイルド編            |
| 24巻   | コスモ・チャイルド編、山手線梅雨風景編、星祭りの夜編 幻の蝶編、イルカと少年編、変身編                                    |
| 25巻   | アフロディーテ編、スターマーメイド伝説編                                                                                 |
| 26巻   | ザ・ディープ・スペース編                                                                                                 |
| 27巻   | 時間漂流移民編 |

| 掲載                            | 掲載               | 掲載               | 収録巻数 | 収録巻数 | タイトル名 | 備考                        |
| 雑誌                            | 開始               | 終了               | 単行本   | 文庫版   | タイトル名 | 備考                        |
| ------------------------------- | ------------------ | ------------------ | -------- | -------- | --- | --------------------------- |
| 少年画報社 『週刊少年キング』   | 1964年30号         | 1965年39号         |          |          | 『誕生編』『暗殺者編』『放浪編』 『ベトナム編』『ミュートス・サイボーグ編』 |                             |
| 少年画報社 『別冊少年キング』   | 1965年1月号        | 1966年2月号        |          |          | 『誕生編』『真空戦争の巻』『オーロラ作戦の巻』 『黄金のライオン編』『まぼろしの犬編』                                                                                                 |                             |
| 少年画報社 『週刊少年キング』   | 1966年4号          | 1966年4号          |          |          | 『高い城の男編』 |                             |
| 講談社 『週刊少年マガジン』     | 1966年27号         | 1966年27号         |          |          | 『プロローグ』 |                             |
| 講談社 『週刊少年マガジン』     | 1966年30号         | 1967年13号         |          |          | 『地下帝国ヨミ編』 |                             |
| 講談社 『別冊少年マガジン』     | 1966年初秋特大号   | 1966年初秋特大号   |          |          | 『新型爆弾「電電」』 |                             |
| 秋田書店 『冒険王』             | 1967年5月号        | 1969年6月号        |          |          | 『地下帝国ヨミ編』（8章「地下帝国ヨミ」以降）『怪物島編』 『中東編』『移民編』『ローレライの歌編』『海の底編』『天使編』                                                              |                             |
| 虫プロ商事 『COM』              | 1969年10月号       | 1970年12月号       |          |          | 『神々との戦い編』 |                             |
| 『中一時代』                    | 1971年1月号        | 1971年1月号        |          |          | 『サイボーグ009対三億円犯人』 |                             |
| 『たのしい幼稚園』              | 1972年3月号        | 1972年3月号        |          |          | 『きょうりゅうサイボーグ編』 |                             |
| 小学館 『週刊少女コミック』     | 1975年38号         | 1975年38号         |          |          | 『風の都編』 |                             |
| 小学館 『週刊少女コミック』     | 1976年8号          | 1976年8号          |          |          | 『雪のカーニバル編』 |                             |
| 集英社 『月刊少年ジャンプ』     | 1976年6月号        | 1976年6月号        |          |          | 『ディノニクス編』 |                             |
| 小学館 『週刊少女コミック』     | 1976年31号         | 1976年33号         |          |          | 『エッダ編』 |                             |
| 秋田書店 『プレイコミック』     | 1976年8月12日号    | 1976年8月12日号    |          |          | 『グリーンホール編』 |                             |
| 秋田書店 『冒険王』             | 1977年お正月増刊号 | 1977年お正月増刊号 |          |          | 『怪奇星編』 |                             |
| 朝日ソノラマ 『月刊マンガ少年』 | 1977年7月号        | 1979年9月号        |          |          | 『海底ピラミッド編』 | 1978年11月号、 12月号は休載 |
| 単行本書き下ろし                | 1979年書き下ろし   | 1979年書き下ろし   |          |          | 『サンジェルマン伯爵考』 |                             |
| 講談社 『少年マガジン』         | 1978年2号          | 1978年2号          |          |          | 『幻影島』 |                             |
| 小学館 『週刊少年サンデー』     | 1979年9号          | 1981年11号         |          |          | | [ 注 8 ]                    |
| 小学館 『少年ビッグコミック』   | 1979年7号          | 1980年6号          |          |          | 『サルガッソー異次元海編（7号）』『眼と耳編（11号）』『誘拐編（14号）』 『父と子編（17号）』『走れ!兄ちゃん編（22号）』 『機械仕掛けの心臓編（24号）』『動物園にて……編（1980年6号）』 | [ 注 8 ]                    |
| 学習研究社 『SFアニメディア』   | 1985年2月号        | 1986年9月号        |          |          | 『時空間漂流民編』 |                             |
| 産経新聞                        | 1992年1月1日       | 1992年1月1日       |          |          | 『緊急シミュレーション1992編』 | [ 注 9 ]                    |

### 執筆された作品

JR仙石線の マンガッタンライナー。車体にサイボーグ009のイラストが描かれている。

第1期（1964年 - 1965年）　
長編『誕生編』。『週刊少年キング』（少年画報社）に連載。009たちの誕生から始まりブラックゴーストからの脱走までを描いた『プロローグ』-『第8部』（狭義での『誕生編』）、ブラックゴーストから差し向けられた暗殺者たちと戦う『第9部』-『第11部』（『暗殺者編』）、ブラックゴーストの力を背景にした新ナチスやベトコンとの戦いを描いた『第12部』-『第17部』（『放浪（さすらい）編』）、ミュートス・サイボーグとの戦いを描いた『第18部』-『第23部』（『ミュートス・サイボーグ編』）から成り、物語は一応完結している。
当初は石ノ森が売り込んだ出版社には見向きされずお蔵入りになりかけたが、『キング』から連載を打診されたことで本作品の発表に至った。
編集長の交代時に、設定が複雑で登場人物が多すぎて、単行本向けであり、雑誌連載で読むには分かりにくいということを理由に打ち切りになった。そのため『ミュートス・サイボーグ編』は消化不良のまま終了せざるを得なかった。1966年7月に刊行を開始した秋田書店のサンデーコミックスは編集者の秋田君夫が『サイボーグ009』を出したいとして企画。第1弾にも選ばれて、100万部が売れるベストセラーになった。ミュートス編の終章は、単行本では約20ページに及ぶ大幅な加筆が施され、連載時の2倍以上の長さになっている。2012年、未収録カラー24Pが見つかり「サイボーグ009 ［カラー完全版］」第3巻に収録された。
第2期（1966年）　
長編『地下帝国ヨミ編』。『週刊少年マガジン』（講談社）に掲載。地底人たちを支配するブラックゴーストとの戦いを描く。この戦いでブラックゴーストは消滅し、物語は完結している。同時期には劇場版アニメも制作された。
『少年マガジン』編集者の宮原照夫によれば、『少年キング』での連載が不本意な終わり方だったため、『少年マガジン』側から石森に執筆依頼をして、最初から長期連載でなく真の結末を描くために実現した連載だったとのこと。そして、ブラックゴースト団との最後の戦いが描かれており、ストーリー的には完結している。
ラストシーンがアメリカのファンタジー・SF作家レイ・ブラッドベリの『万華鏡』（短編集『刺青の男』所収）に触発されたものとしばしば語られる。
002=ジェットと009=ジョーが死亡したとも捉えられる結末に、読者から抗議や「ジョーを生き返らせて」との要望が殺到したため、その後も掲載誌を変えて新作が発表され続けることになる。しかし、『地下帝国ヨミ編』を真の完結編と考えているファンもおり、前出の宮原照夫も第2期で完結せずに続編が描かれたことを残念だと述べている。
第3期（1967年 - 1969年）　
『冒険王』（秋田書店）に連載。：『地下帝国ヨミ編』（8章「地下帝国ヨミ」以降）『怪人島編→怪物島編』、『中東編→砂漠のモーゼ編』『移民編』『ローレライの歌編』『海の底編』『天使編』の6編の中編からなる。この時期に製作されたアニメ版に合わせ、007が子供の姿で登場するシーンもある。
第2期『地下帝国ヨミ編』で死亡したと思われていた002=ジェットと009=ジョーが助かっていたという設定で、『ヨミ編』直後から続く物語として連載された。敵としてブラックゴーストの残存勢力が登場するエピソードもあるが、独立したエピソードもあり、次第にその影は薄くなっていく。
中編『移民編』では、未来の地球で滅亡の危機に瀕し、現代への移民を試みる未来人たちとの対立を描く。なお、連載時に副題が付くようになったのは『移民編』からである。
中編『天使編』では、背に翼を生やした人類の創造主“神”が人類を粛清し始め、009たちはこれに従うべきか抵抗すべきか苦悩する。
『天使編』はシリーズを完結させる意気込みで開始されたが、序章的な部分を描いたのみで中断した。
以上の『少年キング』『少年マガジン』『冒険王』掲載分がサンデーコミックス（秋田書店）の第1巻から第10巻として出版された後、長らく新刊が発売されなかった。
第4期（1970年 - 1972年）　
中編『神々との闘い編』。『COM』（虫プロ商事）に連載された。“神”と崇められた存在について調査するうち、009たちの周囲に次々と不審な事件が起きる。
中断した『天使編』の構想を改め描き直したもの。『COM』に石森が連載していた野心的な実験漫画『ファンタジーワールド ジュン』の後継作だったが、『ジュン』と同様に表現に凝った難解な作品となったことや、009と003のベッドシーンを描いたことなどが読者の不評を買って中断となった。物語の全容は明かされずに終わり、この後しばらくの間、『サイボーグ009』は特別企画を除いて描かれなくなる。
『神々との闘い編』はサンデーコミックスには収録されず、朝日ソノラマより1978年に発売された箱入りハードカバー本『サイボーグ009 その世界』に、『地下帝国ヨミ編』までのダイジェスト版とともに収録された。
1971年、『中一時代』1月号付録に『サイボーグ009対三億円犯』が掲載（特別企画）。
1972年、『たのしい幼稚園』3月号に『きょうりゅうサイボーグ編』が掲載（特別企画）。
第5期（1975年 - 1976年）
神話や伝説に絡んだ謎に挑む中編群。『週刊少女コミック』（小学館）に不定期掲載された。『風の都編』（1975年38号）、『雪のカーニバル編』（1976年7号）、『エッダ（北欧神話）編』（同31号 - 33号）の3つの中編からなる。ジョーのまつげが描かれるなど、絵柄が少女誌向けに多少、調整された。
これを機に、『天使編』『神々との闘い編』の続編ではない新作が多く執筆されるようになった。
第6期（1976年 - 1979年）
1976年から1977年にかけて、漫画家に自身の代表作の読切新作を描かせるという企画が数誌で行われ、『鉄腕アトム』『宇宙戦艦ヤマト』『男一匹ガキ大将』『ハレンチ学園』『アストロ球団』などの読切短編が描かれた。その企画で本作も『月刊少年ジャンプ』（集英社）1976年6月号に『ディノニクス編』、『プレイコミック』（秋田書店）1976年8月12日号に『グリーンホール編』、『冒険王』の1977年正月増刊号に『怪奇星編』が、それぞれ掲載された。
1977年には、『月刊マンガ少年』（朝日ソノラマ）7月号より長編『海底ピラミッド編』が連載開始され、1979年9月号まで続いた。謎の海底ピラミッドからの襲撃を契機に、ブラック・ピラミッドと「サンジェルマン伯爵」を名乗る存在との争いに巻き込まれる。
『海底ピラミッド編』の総集編が『マンガ少年別冊』全2巻という形で1978年12月（第1巻）と1979年9月（第2巻）に発行され、後者の巻末には『サンジェルマン伯爵』という描き下ろし作品も収録された。
また、第5期と第6期の作品は、サンデーコミックスの第11巻から第15巻として発売された。
第7期（1979年 - 1981年）
再度のテレビアニメ化（新昭和版アニメ）に合わせ、長短編群『ネオ・ブラックゴースト編』が『週刊少年サンデー』（小学館）の1979年9号から1981年11号まで連載された。多くの短編・長編からなるが、その内容はネオ・ブラックゴースト団との戦いと、日常的な人間ドラマに二分される。これに並行して、同じく小学館発行の隔週刊誌『少年ビッグコミック』にも新作が1979年7号 - 1980年6号に不定期掲載された。
これらの作品は、少年サンデーコミックス（小学館）として連載中に順次発行され、全12巻が発売された。上記の秋田書店版サンデーコミックス全15巻とは一切、重複がない。このうち「裸足のザンジバル編」は、元々『009』とは無関係な作品であったが、単行本収録の際に加筆修正されて『009』のストーリーとして組み込まれている。
連載時のキャッチコピーは、新昭和版アニメの主題歌の一節から取られた「サイボーグ戦士、誰がために戦う!」。短編『サイボーグ戦士、誰がために戦う!編』は掲載時にはタイトルがなく、単行本化の際にコピーがそのままタイトルとして使われた。
時間軸は第2期『地下帝国ヨミ編』の約20年後であり、ゼロゼロナンバーの行動も他シリーズと比べると大人の側面が強い。
新昭和版アニメにもネオ・ブラックゴースト団は登場するが、原作とは内容が異なるアニメ独自のストーリーが作られた。
第8期（1985年）　
『時空間漂流民編』が『SFアニメディア』（学習研究社）の創刊号より連載された。第3期『移民編』の後日譚で、未来人が過去への移民に失敗したことによって引き起こされる事件を描く。
作者の死去（1998年1月28日）により、これが連載された最後の編となった。
サンジェルマン伯爵を名乗る人物が登場するが、第6期『海底ピラミッド編』とはデザインや設定が異なる。
『時空間漂流民編』はノーラコミックス（学習研究社）全1巻として、1987年に発売された。

### 執筆されなかった作品
第9期（2006年 - ）
石ノ森が本当の完結編として『Conclusion God's War』の構想を立てて新たに創刊される『コミックアルファ』の目玉となる予定だったが、病に倒れ描かれることは無かった。2001年 - 2002年のテレビアニメ『サイボーグ009 THE CYBORG SOLDIER』では、生前の石ノ森が残したプロットを基にその序章部分を映像化している。
さらにそのプロットを、石ノ森の長男で俳優・演出家である小野寺丈が再構成し、本当の完結編となる小説『2012 009 conclusion GOD'S WAR』を執筆、全3巻が角川書店および角川文庫より発売、うち数編は石ノ森本人の遺稿がそのまま収録されている。
サイボーグ戦士が21世紀の人間という設定に変更され、それに合わせて改造される経緯も新解釈になっている。
2012年4月13日より2014年2月4日まで、小学館のウェブコミックサイト『クラブサンデー』で『サイボーグ009 完結編 conclusion GOD’S WAR』（原作：石ノ森章太郎、小野寺丈 漫画：早瀬マサト〈第1話 - 第9話〉、シュガー佐藤〈第10話 - 第30話〉）が配信された。

## あらすじ
主人公の少年・島村ジョーは、少年鑑別所からの脱走中、謎の男たちに捕らえられサイボーグに改造された。世界の影で暗躍する死の商人「黒い幽霊団（ブラックゴースト）」は画期的な新商品・サイボーグ兵士の試作品を作るために世界各国から素材となる人間を秘密裏に拉致しており、素材集めの場に偶然居合わせたジョーをも標的としたのだった。しかし、彼よりも前に世界各国から強制的に集められ改造されていた8名のサイボーグや、そして自分たちを改造したギルモア博士からブラックゴースト団の真の野望を教えられたジョーは、彼らと共にブラックゴーストを脱走する。
ブラックゴーストの野望を知り彼らを阻止できるのは、彼らと同じ力を持つサイボーグ戦士たちしかいない。人の心を持ちながらヒトでも機械でもない存在となった悲しみを胸に、サイボーグ戦士たちはブラックゴーストの野望を打ち砕くために戦い続ける。

## 登場人物
※ ゼロゼロナンバーサイボーグたちの見た目の印象は漫画初期のイメージに基づいたもの。作品展開の長期化に伴う画風の変化により、丸みを帯びたデフォルメの強い画風から徐々に劇画風のリアル寄りな絵柄に変遷していった。
009 = 島村ジョー（しまむら ジョー）
本作の主人公。ゼロゼロナンバーサイボーグとしては最後（9番目）に改造手術を受けた日本出身の少年。彼が使う能力「加速装置」は本作を代表するギミック。
001 = イワン・ウイスキー
ロシア出身。赤ん坊の頃に改造手術を受けた。「天才」の頭脳を持ち、異能の力（超能力）を使う。
002 = ジェット・リンク
アメリカ出身の元・不良少年。「飛行能力」により大空を高速で飛ぶことができる。「加速装置」も装備する。
003 = フランソワーズ・アルヌール
フランス出身の元・バレリーナの卵。「超・視聴覚能力」を与えられている。9人のうち唯一の女性キャラクター。
004 = アルベルト・ハインリヒ
旧・東ドイツ人。全身に武器を埋め込まれた「人間兵器」。
005 = ジェロニモ・ジュニア（G・ジュニア）
ネイティブアメリカンの巨漢。「怪力」を誇る。
006 = 張々湖（ちゃん ちゃんこ）
壮年の中国人。口から「紅蓮の炎」を吐く。
007 = グレート・ブリテン
英国出身の元・俳優。体細胞の分子配列を自由に変化させる「変装能力」の持ち主。
008 = ピュンマ
アフリカ出身の青年。「深海活動」に特化した改造を受けており、水中では無類の能力を発揮する。
アイザック・ギルモア博士
ゼロゼロナンバーサイボーグたちに改造手術を施した元「ブラック・ゴースト」の科学者。

## 登場メカ
潜水艦101号
第1期『誕生編』に登場した009たちの移動本部。ブラックゴーストから奪取した潜水艦で、多数の同形艦が存在する。船体前部はシップ型とティアドロップ型を組み合わせた独自の形状をしている。武装は船体前部の魚雷発射管、甲板の単装砲1門、船体後部の垂直打上げ式ミサイル。潜行能力は米ソの原子力潜水艦を上回る。東京のコズミ博士の元を辞してからは彼らの唯一の家となった。『ミュートス・サイボーグ編』を最後に以降は登場しない。
ドルフィン号
第2期『地下帝国ヨミ編』に登場した大型戦闘艇。空中・水中・地中で活動可能な万能機。武装は機体両側面のミサイル、機体上面のフォノンメーザー砲、主翼の機銃。周囲にバリアーを張ることも可能。機体先端にはドリル、機体下面と両翼端にキャタピラを装備。主翼・尾翼は可変式で地中で活動する際は機体に収納する。機体後部甲板にプロペラ式可変翼のVTOL機を搭載。また機体は二重構造になっており、ダメージを受けた外装を脱皮するように取り外すことができる。地下帝国に向かう途中、バン＝ボグートに溶岩湖に誘い込まれて溶かされた。
朝顔形円盤
第3期『怪人島編→怪物島編』〜『中東編→砂漠のモーゼ編』に登場した円盤。円盤型の居住部の下に細長いロケット部分がついた傘のような形状をしている。怪物島の科学者たちが使っていた2機のうち1機を009たちが奪取した。武装は機体の周囲にとりつけられた熱線砲。円盤下部に強力なファンを搭載しており、熱線で焼き払った物体を吹き飛ばすことができる。『中東編→砂漠のモーゼ編』序盤で巨大サソリに襲われて破壊された。
イワンのバカ号
第6期『海底ピラミッド編』に登場した帆船型の戦闘艇。今までに登場した潜水艦・戦闘艇のパーツを再利用して作られた。水上はもちろん、水中航行や飛行も可能。武装は船体側面のレーザー砲、船体下部のミサイル。船底に潜水艇フランソワーズ号と、非武装の脱出用ボートを搭載。ブラック・ピラミッド側の戦闘艇に破壊された。
ドルフィン2世号
第7期『ネオ・ブラックゴースト編』および新昭和版アニメに登場した万能飛行艇。水中形態・空中形態・地上形態と三種類に変形する。機首、主翼と推進部、尾翼が可動式であり、推進部にはキャタピラを装備。当初は武装が施されていなかったが、研究所を移動させるV2作戦の時にミサイルなどを装備した。機首の格納庫には009の専用スポーツカーであるストライダーを収納している。デザインは当時多くのアニメでメカデザインを手がけていたスタジオ・サブマリン。劇中では単に「ドルフィン号」と呼ばれることが多かった。
ドルフィン号（平成アニメ版）
009たちがブラックゴーストからの脱出時に奪取した万能戦闘艦。全長98m、全幅33m。艦橋前部を収納し艦橋後部が前方にスライド、機体側面に収納された主翼を展開することで空中形態「ジェットモード」に変形可能。マッハ2.8で飛行する。武装はミサイル、後方魚雷、デコイなど。艦首部に小型ジャイロ飛行艇トルドー、艦底部に潜水艦にも変形する水陸両用車両ポーパス、内部に地中を掘削しながら移動できる特殊車両モングランを格納。内部には台所や医務室などの居住空間も完備されている。ブラックゴーストの次期主力戦艦候補としてテスト中の機体であり、制式採用後は「ブラックファントム」という名称になる予定だった。黒一色のカラーリングだったが、後に白と赤を基調としたものに塗り替えられた。主に軍隊での戦闘経験を持つ008が操縦桿を握る。名づけの親は003であり、コクピットにはイルカのアクセサリーが飾られている。『地下帝国ヨミ編』の終盤に、敵の攻撃により大破し沈没。

## 石ノ森以外による漫画作品

### テレビアニメ第2作のコミカライズ
- 『テレビランド』1979年連載 - 作画：土山よしき
- 『てれびくん』1979年連載 - 作画：シュガー佐藤

### サイボーグ009 超銀河伝説のコミカライズ
- 『月刊マンガ少年』別冊 - 作画：シュガー佐藤
- 『100てんコミック』 - 作画：桜多吾作

### サイボーグ009 完結編 conclusion GOD'S WAR
『クラブサンデー』2012年 - 2014年 - 作画：早瀬マサト（第1話 - 第9話）→シュガー佐藤（第10話 - 第30話）

### CYBORG009 CALL OF JUSTICEのコミカライズ
『コミッククリア』連載 - 作画：木村明広、脚本：神山健治・檜垣亮・砂山蔵澄・土城温美

### その他の漫画作品
- サイボーグ009 - 『ヒーローズ・カムバック』所収、2012年 - 島本和彦・石森プロ
- サイボーグ009VSデビルマン BREAKDOWN - 『水曜日のシリウス』2015年 - 2016年配信、作画：吉富昭仁
- サイボーグ009 BGOOPARTS DELETE - 『チャンピオンRED』2019年 - 2022年、作画：岡崎つぐお
21世紀を舞台としたミュートスサイボーグ編の続編。タイトルはBG（ブラックゴースト）のOOPARTSの意で、「神々との闘い」に勝利するためサイボーグ戦士たちは並行世界におけるBGの痕跡を消して回っている。
- 8マンVSサイボーグ009 - 『チャンピオンRED』2020年 - 2023年、脚本：七月鏡一、作画：早瀬マサト・石森プロ
『8マン』（原作：平井和正、桑田二郎）とのクロスオーバー。

- サイボーグ009 太平洋の亡霊 - 『チャンピオンクロス』2024年5月24日 - 配信（『チャンピオンRED』2024年6月号 - 7月号にて最初の2話のみ掲載）、脚本：辻真先、作画：早瀬マサト・石森プロ

1968年に放送されたTVアニメシリーズ第1作のエピソード「太平洋の亡霊」のコミカライズ。
- 神速の改造戦士（サイボーグ）009 - 『LINEマンガ』2024年9月25日 - 配信、作画：たなおたなこ、監修：石森プロ、発行:二見書房 1964年から連載されたオリジナル版を元に、新たに縦スクロールカラーコミックとしてリブートされた。ストーリーは原作同様に『誕生編』から始まる。

## サイボーグ009まんが賞
2010年1月26日に小学館は『サイボーグ009まんが賞』を設立した。009のキャラクターおよび世界観をモチーフにした漫画やシナリオを募集し、作品はWEBコミックサイト「クラブサンデー」や小学館発行の媒体に掲載された。
1. おわりノブナガ編 - 漫画部門グランプリ受賞作 漫画/新井淳也（掲載期間：2010年10月29日 - 不明）
2. トランプ・タワー編 - シナリオ部門グランプリ受賞作 脚本/山口亮太 作画/石森プロ（掲載期間：2010年12月24日 - 2011年2月24日）

## 書誌情報

### 単行本
- 石ノ森章太郎 『サイボーグ009』 秋田書店〈サンデーコミックス〉、全15巻
  1. 1966年7月1日発売[19]、ISBN 4-253-06001-3
  2. 1966年8月3日発売[20]、ISBN 4-253-06002-1
  3. 1966年9月24日発売[21]、ISBN 4-253-06003-X
  4. 1966年10月31日発売[22]、ISBN 4-253-06004-8
  5. 1967年1月31日発売[23]、ISBN 4-253-06005-6
  6. 1967年4月21日発売[24]、ISBN 4-253-06006-4
  7. 1967年8月31日発売[25]、ISBN 4-253-06007-2
  8. 1968年4月13日発売[26]、ISBN 4-253-06008-0
  9. 1968年11月16日発売[27]、ISBN 4-253-06009-9
  10. 1970年3月27日発売[28]、ISBN 4-253-06010-2
  11. 1976年10月7日発売[29]、ISBN 4-253-06011-0
  12. 1977年8月11日発売[30]、ISBN 4-253-06012-9
  13. 1980年8月2日発売[31]、ISBN 4-253-06013-7
  14. 1980年10月3日発売[32]、ISBN 4-253-06014-5
  15. 1980年12月31日発売[33]、ISBN 4-253-06015-3
- 石ノ森章太郎 『サイボーグ009』 メディアファクトリー〈MFコミックス〉、全36巻
  1. 2001年10月23日発売[34]、ISBN 4-88991-794-2
  2. 2001年10月23日発売[35]、ISBN 4-88991-795-0
  3. 2001年10月23日発売[36]、ISBN 4-88991-796-9
  4. 2001年11月23日発売[37]、ISBN 4-8401-0411-5
  5. 2001年11月23日発売[38]、ISBN 4-8401-0412-3
  6. 2001年11月23日発売[39]、ISBN 4-8401-0413-1
  7. 2001年12月24日発売[40]、ISBN 4-8401-0421-2
  8. 2001年12月24日発売[41]、ISBN 4-8401-0422-0
  9. 2001年12月24日発売[42]、ISBN 4-8401-0423-9
  10. 2001年12月24日発売[43]、ISBN 4-8401-0424-7
  11. 「怪物島編」2002年1月23日発売[44]、ISBN 4-8401-0426-3
  12. 「中東編」2002年1月23日発売[45]、ISBN 4-8401-0427-1
  13. 「移民編」2002年2月23日発売[46]、ISBN 4-8401-0429-8
  14. 「海の底編」2002年2月23日発売[47]、ISBN 4-8401-0430-1
  15. 「天使編」2002年3月23日発売[48]、ISBN 4-8401-0435-2
  16. 「神々との闘い編」2002年3月23日発売[49]、ISBN 4-8401-0436-0
  17. 「エッダ［北欧神話］編」2002年4月23日発売[50]、ISBN 4-8401-0442-5
  18. 「雪のカーニバル編」2002年4月23日発売[51]、ISBN 4-8401-0443-3
  19. 「海底ピラミッド編 1」2002年5月23日発売[52]、ISBN 4-8401-0446-8
  20. 「海底ピラミッド編 2」2002年5月23日発売[53]、ISBN 4-8401-0447-6
  21. 「海底ピラミッド編 3」2002年6月23日発売[54]、ISBN 4-8401-0448-4
  22. 「黄金の三角地帯編」2002年6月23日発売[55]、ISBN 4-8401-0449-2
  23. 「極北の幽霊編」2002年7月23日発売[56]、ISBN 4-8401-0452-2
  24. 「アステカ編」2002年7月23日発売[57]、ISBN 4-8401-0453-0
  25. 「未来都市編」2002年8月23日発売[58]、ISBN 4-8401-0457-3
  26. 「裸足のザンジバル編」2002年8月23日発売[59]、ISBN 4-8401-0458-1
  27. 「イシュタルの竜編」2002年9月21日発売[60]、ISBN 4-8401-0461-1
  28. 「結晶時間編」2002年9月21日発売[61]、ISBN 4-8401-0462-X
  29. 「ファラオ・ウイルス編」2002年11月20日発売[62]、ISBN 4-8401-0469-7
  30. 「コスモチャイルド編」2002年11月20日発売[63]、ISBN 4-8401-0470-0
  31. 「アフロディーテ編」2002年12月21日発売[64]、ISBN 4-8401-0471-9
  32. 「変身編」2002年12月21日発売[65]、ISBN 4-8401-0472-7
  33. 「スターマーメイド伝説編」2003年1月23日発売[66]、ISBN 4-8401-0475-1
  34. 「ザ・ディープスペース編」2003年1月23日発売[67]、ISBN 4-8401-0476-X
  35. 「時空間漂流民編 1」2003年2月22日発売[68]、ISBN 4-8401-0479-4
  36. 「時空間漂流民編 2」2003年2月22日発売[69]、ISBN 4-8401-0480-8

### 豪華版
- 石ノ森章太郎 『豪華版 サイボーグ009』 秋田書店〈豪華版シリーズ〉、全23巻
  1. 「神話・伝説編」1989年10月12日発売[70]、ISBN 4-253-10278-6
  2. 「海の底編」1989年11月13日発売[71]、ISBN 4-253-10279-4
  3. 「海底ピラミッド編 Part-1」1989年12月18日発売[72]、ISBN 4-253-10280-8
  4. 「海底ピラミッド編 Part-2」1990年2月16日発売[73]、ISBN 4-253-10281-6
  5. 「誕生編 Part-1」1990年4月2日発売[74]、ISBN 4-253-10282-4
  6. 「誕生編 Part-2」1990年6月14日発売[75]、ISBN 4-253-10283-2
  7. 「誕生編 Part-3」1990年7月26日発売[76]、ISBN 4-253-10284-0
  8. 「誕生編 Part-4」1990年9月28日発売[77]、ISBN 4-253-10285-9
  9. 「地下帝国ヨミ編 Part-1」1990年10月18日発売[78]、ISBN 4-253-10286-7
  10. 「地下帝国ヨミ編 Part-2」1990年11月26日発売[79]、ISBN 4-253-10287-5
  11. 「怪物島&砂漠のモーゼ編」1990年12月17日発売[80]、ISBN 4-253-10288-3
  12. 「移民編」1991年1月24日発売[81]、ISBN 4-253-10289-1
  13. 「甦る黒い幽霊団編」1991年6月27日発売[82]、ISBN 4-253-10290-5
  14. 「宇宙からの伝言編」1991年9月27日発売[83]、ISBN 4-253-10291-3
  15. 「失われし伝説編」1991年12月16日発売[84]、ISBN 4-253-10292-1
  16. 「新・黒い幽霊団 NEW PROJECT編」1992年4月24日発売[85]、ISBN 4-253-10368-5
  17. 「ザ・ディープ・スペース編」1992年6月29日発売[86]、ISBN 4-253-10369-3
  18. 「スター・マーメイド伝説編」1992年8月27日発売[87]、ISBN 4-253-10370-7
  19. 「時空間漂流民編」1993年9月28日発売[88]、ISBN 4-253-10371-5
  20. 「未来都市編」1993年12月15日発売[89]、ISBN 4-253-10372-3
  21. 「神々との闘い編」1996年3月29日発売[90]、ISBN 4-253-10373-1
  22. 「雪割草交響曲編」2001年10月25日発売[91]、ISBN 4-253-10398-7
  23. 「天使編」2003年5月29日発売[92]、ISBN 4-253-10399-5

### 文庫版
- 石ノ森章太郎 『サイボーグ009』 秋田書店〈秋田文庫〉、全23巻
  1. 「神話・伝説編」1994年7月14日発売[93]、ISBN 4-253-17020-X
  2. 「海の底編」1994年7月14日発売[94]、ISBN 4-253-17021-8
  3. 「海底ピラミッド編 Part-1」1994年7月14日発売[95]、ISBN 4-253-17022-6
  4. 「海底ピラミッド編 Part-2」1994年10月28日発売[96]、ISBN 4-253-17023-4
  5. 「誕生編 Part-1」1994年10月28日発売[97]、ISBN 4-253-17024-2
  6. 「誕生編 Part-2」1994年10月28日発売[98]、ISBN 4-253-17025-0
  7. 「誕生編 Part-3」1995年1月26日発売[99]、ISBN 4-253-17026-9
  8. 「誕生編 Part-4」1995年1月26日発売[100]、ISBN 4-253-17027-7
  9. 「地下帝国ヨミ編 Part-1」1995年1月26日発売[101]、ISBN 4-253-17028-5
  10. 「地下帝国ヨミ編 Part-2」1995年3月10日発売[102]、ISBN 4-253-17029-3
  11. 「怪物島&砂漠のモーゼ編」1995年3月10日発売[103]、ISBN 4-253-17030-7
  12. 「移民編」1995年3月10日発売[104]、ISBN 4-253-17031-5
  13. 「甦る黒い幽霊団編」1995年5月10日発売[105]、ISBN 4-253-17032-3
  14. 「宇宙からの伝言編」1995年5月10日発売[106]、ISBN 4-253-17033-1
  15. 「失われし伝説編」1995年7月10日発売[107]、ISBN 4-253-17034-X
  16. 「新・黒い幽霊団 NEW PROJECT編」1995年7月10日発売[108]、ISBN 4-253-17035-8
  17. 「ザ・ディープ・スペース編」1995年9月9日発売[109]、ISBN 4-253-17036-6
  18. 「スター・マーメイド伝説編」1995年9月9日発売[110]、ISBN 4-253-17037-4
  19. 「時空間漂流民編」1995年11月10日発売[111]、ISBN 4-253-17038-2
  20. 「未来都市編」1996年1月10日発売[112]、ISBN 4-253-17039-0
  21. 「神々との闘い編」1998年5月9日発売[113]、ISBN 4-253-17040-4
  22. 「雪割草交響曲編」2002年7月10日発売[114]、ISBN 4-253-17207-5
  23. 「天使編」2004年3月10日発売[115]、ISBN 4-253-17208-3
- 石ノ森章太郎 『サイボーグ009別巻 009 a la "cult"』 秋田書店〈秋田文庫〉、2004年7月9日発売[116]、ISBN 4-253-17209-1

## アニメ作品
テレビアニメシリーズはこれまでに1966年 - 1968年（旧昭和版）、1979年 - 1980年（新昭和版）、2001年 - 2002年（平成版）の3回にわたり製作・放送。さらに「サイボーグ009」と題された劇場版アニメーション作品が3つ、1966年・1967年・1980年に公開されている。
21世紀以降は原典を大幅にアレンジしている作品がいくつか作られ、それらの作品は「009」の部分はそのままにしつつも、題名にもアレンジが加えられている。

## ラジオドラマ
- キリンラジオ劇場『サイボーグ009』
  - 1979年1月29日 - 2月23日 ニッポン放送
  - 「誕生編」と「ミュートスサイボーグ編」が放送された。
  - 声の出演
    - 001：千々松幸子
    - 002：曽我部和行
    - 003：杉山佳寿子
    - 004：嶋俊介
    - 005：塩見竜介
    - 006：湯原昌幸
    - 007：肝付兼太
    - 008：三波豊和
    - 009：神谷明
    - ギルモア：高木均
- 青山二丁目劇場『サイボーグ009誕生編』
  - 2009年9月21日（前編）
  - 声の出演
    - 001：三輪勝恵
    - 002：堀秀行
    - 003：豊嶋真千子
    - 004：神奈延年
    - 005：大友龍三郎
    - 006：塩屋浩三
    - 007：難波圭一
    - 008：古川登志夫
    - 009：草尾毅
    - ギルモア：青野武
    - ブラックゴーストのボス：柴田秀勝
    - ガモ・ウィスキー博士：掛川裕彦
    - エリカ：寺瀬今日子
    - 科学者A：麻生智久
    - 科学者B：今村直樹
    - 舞踏団の男：寺本勲
    - ヒルダ：関根明子
    - 奴隷商人：山本圭一郎
    - 部下の男：中尾良平
    - 少年：根本幸多
    - 看守：鈴木賢
    - ナレーション：野田圭一

  - 2009年9月28日（後編）文化放送
  - 声の出演
    - 001：三輪勝恵
    - 002：堀秀行
    - 003：豊嶋真千子
    - 004：神奈延年
    - 005：大友龍三郎
    - 006：塩屋浩三
    - 007：難波圭一
    - 008：古川登志夫
    - 009：草尾毅
    - ギルモア：青野武
    - ブラックゴーストのボス：柴田秀勝
    - 部下の男：中尾良平
    - 科学者A：麻生智久
    - 科学者B：今村直樹
    - 科学者C：徳山靖彦
    - 乗組員A：鈴木賢
    - 乗組員B：根本幸多
    - 乗組員C：山本圭一郎
    - ロボット：寺本勲
    - ナレーション：野田圭一

## 小説
- 神々との闘い(一) 第一章 風の島にて - 石ノ森章太郎 (秋田書店サイボーグ009別巻a la“cult”所収）（秋田文庫）
- SFロマン サイボーグ009（後に『ロマンノヴェルズ編』と改題） - 酒井あきよし、監修：石森プロ（秋田書店サイボーグ009 第23巻所収）（秋田文庫）
- サイボーグ009 超銀河伝説 - 金春智子（少年画報社）
- サイボーグ009 超銀河伝説 - 杉山卓（集英社 コバルト文庫）
- サイボーグ009 超銀河伝説 - 若桜木虔（文化出版局 ポケットメイツ）
- サイボーグ009 超銀河伝説 - はやしたかし（少年少女集英社文庫 モンキー文庫）
- サイボーグ009 超銀河伝説 - 酒井あきよし（朝日ソノラマ）
- 2012 009 conclusion GOD'S WAR - 石ノ森章太郎、小野寺丈（角川書店）
- 009 RE:CYBORG - 神山健治、福島直浩（角川書店）
- CYBORG 009 CALL OF JUSTICE - 牧野 修　神山健治
- サイボーグ009トリビュート - 辻真先、斜線堂有紀、高野史緒、酉島伝法、池澤春菜、長谷敏司、斧田小夜、藤井太洋、円城塔（河出書房新社）

## ゲーム

### 家庭用ゲーム
サイボーグ009（メガドライブ・メガCD版）
1993年7月30日、RiOTより発売。ミュートス編とヨミ編のエピソード。デザイン、005、006、007、008を除くゼロゼロナンバーサイボーグとギルモア博士の声は劇場版（第3作）版。音楽は1966-68年版。
声の出演
009：井上和彦
001、ヘレナ：白石冬美
002：野田圭一
003：杉山佳寿子
004：キートン山田
ギルモア博士：八奈見乗児
アポロン：広中雅志
バン=ボグート：掛川裕彦
スカール：塩屋翼
ブラックゴースト：佐藤浩之
姉：関根明子
カズ：萩森侚子
スタッフ
制作・企画：小川史生
脚本・キャラクターデザイン・監督：牧由尚
音楽：湯浅稔、高野豪、甲斐浩昭
メインテーマ：小杉太一郎
レコーディング：タバック
エンディングテーマ：「戦いおわって」（作詞：石森章太郎 / 作曲・編曲：小杉太一郎 / 歌：ボーカル・ショップ（日本コロムビア））

サイボーグ009（スーパーファミコン版）
1994年2月25日、バップより発売。横スクロールアクションゲーム。
SIMPLEキャラクター2000シリーズ Vol.15 サイボーグ009THEブロックくずし（PlayStation版）
2002年10月10日、バンダイより発売。2001年版のデザイン。

### パチンコ・パチスロ
いずれも映像、音楽、声は2001年版。
パチンコ
いずれもニューギンより販売。
- CRサイボーグ009（2002年）
- CRサイボーグ009 〜未知なる加速へ〜（2009年）
  - 2009年YEARプロジェクトとタイアップ。映像部分に一部3DCGが採用されている（デザインが大幅に変更されている）。パートボイス。

- CRサイボーグ009 〜絆〜（2012年）
  - 前作『CRサイボーグ009 〜未知なる加速へ〜』の後継機。フルボイス。

- CR CYBORG009 CALL OF JUSTICE（2019年）
  - アニメCYBORG009 CALL OF JUSTICEのパチンコ化

パチスロ
いずれもアビリットより販売。
- サイボーグ009（2004年）
- サイボーグ009SP（2006年）
- サイボーグ009〜地上より永遠に〜（2010年）

### 音楽ゲーム
- pop'n music - コナミデジタルエンタテインメントの音楽ゲーム。版権曲として「誰がために」が収録されていた。現在は削除。

## 2009年のイベント
2009年は、009が西暦に含まれる1000年に一度の年ということで、様々なイベントや企画が催された。この2009年のイベントは009イヤーの一環とされ、『神々との戦い』が2012年を舞台としているため、2012年まで各種イベントが続いた。
- 2008年12月30日には新しいウェブサイト[117]が登場し、2009年1月1日午前0時までカウントダウンされ、新サイトがオープン。
- 元旦には読売新聞と朝日新聞の一面カラー広告が実施。5月12日には、5月16日の島村ジョーの誕生日を記念して、3つのテレビシリーズでジョーを演じた森功至（1968年版）、井上和彦（1979年版）、櫻井孝宏（2001年版）を招いてのイベントが実施。
- 5月16日にはその3つのテレビシリーズの第1話を集めたDVDが発売。
- 「サイボーグ009 コンプリートコレクション」と題した全11巻のコンビニコミックが秋田書店、角川書店、講談社、小学館の4社連動で4月より毎月下旬に1冊ずつ刊行された[118]。

### 朗読劇
10月11日に東京・渋谷C.C.LEMONホールで『原画と朗読で綴るサイボーグ009の世界 〜海底ピラミッドの謎を追え!〜』が行われた。アニバーサリーイヤーと声優プロダクションの青二プロ40周年を記念した合同制作であり、歴代のアニメや映画と声優陣は異なる。映像や音楽と一体となり、単なるマンガや純粋な朗読ではない新しいイベントとなった。また2009年12月にはDVDが発売され同時にラジオドラマCD『青山二丁目劇場 サイボーグ009 誕生編』も収録される。
出演 　
- 001：藤田淑子
- 002：置鮎龍太郎
- 003：桑島法子
- 004：中井和哉
- 005：江川央生
- 006：龍田直樹
- 007：小野坂昌也
- 008：緑川光
- 009：神谷浩史
- ギルモア博士：大塚周夫
- レメル星人めいむ：久川綾
- スエーデンボルグ伯爵：田中秀幸
- リングアナ：レニー・ハート
- コロスNO1：三宅淳一
- コロスNO2：宮原弘和
- コロスNO3：日比愛子
- コロスNO4：平尾陽子

## 舞台
『舞台「サイボーグ009」』のタイトルで、2024年5月18日から26日まで日本青年館ホールにて上演。
『第2弾「サイボーグ009 -13番目の追跡者-」』のタイトルで、2025年11月14日から24日まで品川プリンスホテル ステラボールにて上演。前作に続き、脚本を亀田真二郎、演出を植木豪が担当。

### スタッフ（舞台）
- 原作 - 石ノ森章太郎[121]
- 演出 - 植木豪[121]
- 脚本 - 亀田真二郎[121]
- 音楽監督 - KEN THE 390[121]
- 美術 - 松生紘子[121]
- 照明 - 大波多秀起[121]
- 音響 - 山口剛史[121]
- 映像製作 - 佐々木章介[121]
- 映像操作 - 三好七海、中本治[121]
- 衣裳 - 永井省伍[121]
- ヘアメイク - 瀬戸口清香[121]
- 演出補佐 - 冨田昌則[121]
- 演出助手 - 杉山恵[121]
- 舞台監督 - 青木来美[121]
- 宣伝写真 - 中村理生[121]
- 宣伝美術 - 岡垣吏紗[121]
- 制作 - S-SIZE[121]
- 主催 - 舞台「サイボーグ009」製作委員会[121]

### キャスト（舞台）
- 001 イワン・ウイスキー : 天華えま(声の出演)
- 002 ジェット・リンク : 高橋駿一
- 003 フランソワーズ・アルヌール : 音波みのり
- 004 アルベルト・ハインリヒ : 里中将道
- 005 ジェロニモ・ジュニア : 桜庭大翔
- 006 張々湖 : 酒井敏也
- 007 グレート・ブリテン : 川原一馬
- 008 ピュンマ : Toyotaka
- 009 島村ジョー : 七海ひろき
- アイザック・ギルモア : 大高洋夫
- 0010 プラス、シキ : 滝澤諒
- 0010 マイナス、リク: 相澤莉多
- スカール : 中塚皓平
- 0012 : 野々花ひまり
- 0013 : 後藤大

## USAエディション
「誕生編」「暗殺者編」「地下帝国ヨミ編」を基にアメリカン・コミックスとしてリライトしたもの。2013年7月19日、小学館集英社プロダクションより日米同時発売。
- 脚本：F.J.デサント、ブラッドリー・クランプ
- 作画：マーカス・トゥ

## その他

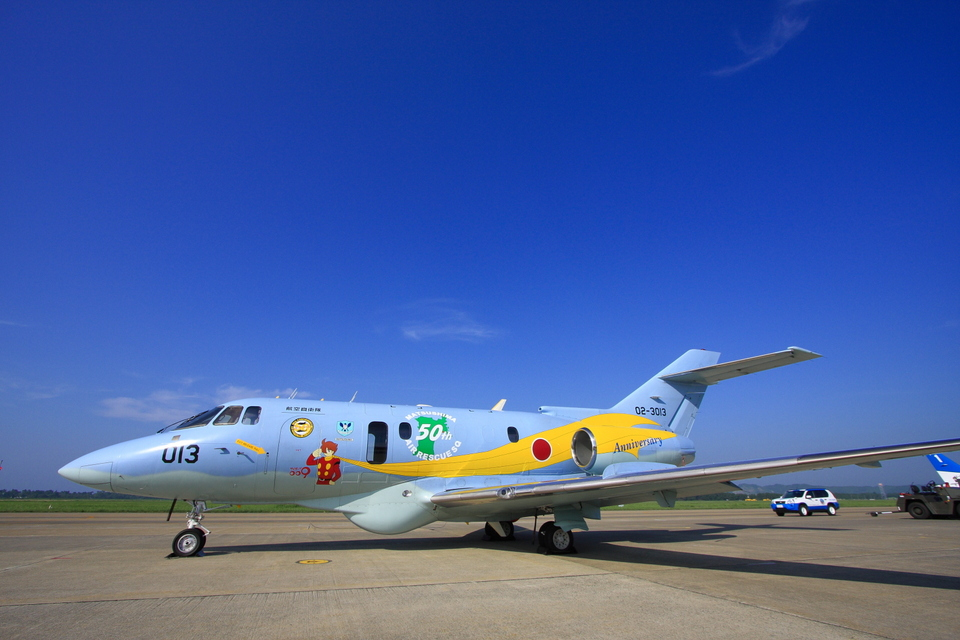
009が描かれた松島救難隊創設50周年記念塗装機

- 石ノ森の「マンガ家入門」の文庫版（ISBN 4-253-17250-4）P237-P244に、モデルのFくんによるフィクション・マンガという形態で、本作のアイディアを推敲する経過が描かれている。それによると、主人公を含む9人の戦いとは、元々は野球チームへのオマージュであり、009は4番サード（長島茂雄と推測される）のイメージだったという。3番ファーストが004、ピッチャーは002。
- 2008年に本作品が初掲載された『週刊少年キング』の発売号数である7月19日[注 11]が「サイボーグ009の日」として日本記念日協会に認定された[4]。

## パロディ
- ファンがイベント用に作成したスライド上映のパロディ作品『サイボーグ009（マンマルク）』が、『月刊ファンロード』に漫画の形で掲載された。
- 永井豪が『けっこう仮面』の作中で、けっこう仮面と戦うゲストキャラクターとして「裁縫部009（009の名前は「島村お嬢」）」とオリジナルをもじったキャラクターを登場させている。
- 『こちら葛飾区亀有公園前派出所』にて009＝ジョーが両津勘吉と一緒にマラソンをしている描写があった。また、コミックス70巻の巻末に石ノ森章太郎がメッセージを寄稿している。

## 関連作品
- 009ノ1
- ジャッカー電撃隊
- 氷河戦士ガイスラッガー - 本作品のリメイク要素を含む作品[122]。
- スカルマン - 複数の形で本作と関連づけられた描写がある。
  - 島本和彦版 - 第36話のサブタイトルが「誰がために」であり、ジョーが登場する。ただし、無許可だったため、戦闘服を着た姿はシルエットで描かれている[123]。
  - アニメ版 - 最終話で主人公が改造された姿は、字幕放送でスカールという名前が明かされている。
  - 本作のUSAエディションでは、背景の中に「スカルマンとは誰だ?」と書かれた看板が登場する場面がある[124]。
- 仮面ライダーアギト - 「神々との戦い編」が原案。
- ストリートファイター オンライン マウスジェネレーション - オンライン対戦型格闘ゲーム。使用可能キャラクターとして004・009・005・006がゲスト参戦している。
- ヒーローズ・カムバック - 漫画家細野不二彦の呼びかけで始まった、東日本大震災の復興支援を目的とした企画。『サイボーグ009』は石森プロが快諾し、島本和彦の作画で描かれた。一話完結のエピソードでなく、「天使編」の続きとして描かれている。『ゲッサン』2012年12月号に掲載され、2013年4月30日に発売された単行本『ヒーローズ・カムバック』に他の8人の作家の新作と共に収録された。
- 幻魔大戦 Rebirth - 石ノ森と平井和正（原作）による漫画『幻魔大戦』の続編として描かれているが、クロスオーバーの一環で超能力者イワン・ウイスキーが主要人物として登場する。父ガモ・ウイスキーによる脳改造からある組織のスカウトで父子ともに組織の秘密基地へ連れて行かれるまでがイワンの視点で語られるが、本作では基地へ到着する寸前でイワンが超能力を暴発させて組織は壊滅し、その後イワンは幻魔の存在を知らされて彼らとの戦いに身を投じる。なお、イワンは『幻魔大戦』のラストにも1シーンだけ登場している。また、他にもカメオ出演的に張々湖が登場している。